# 足寄站

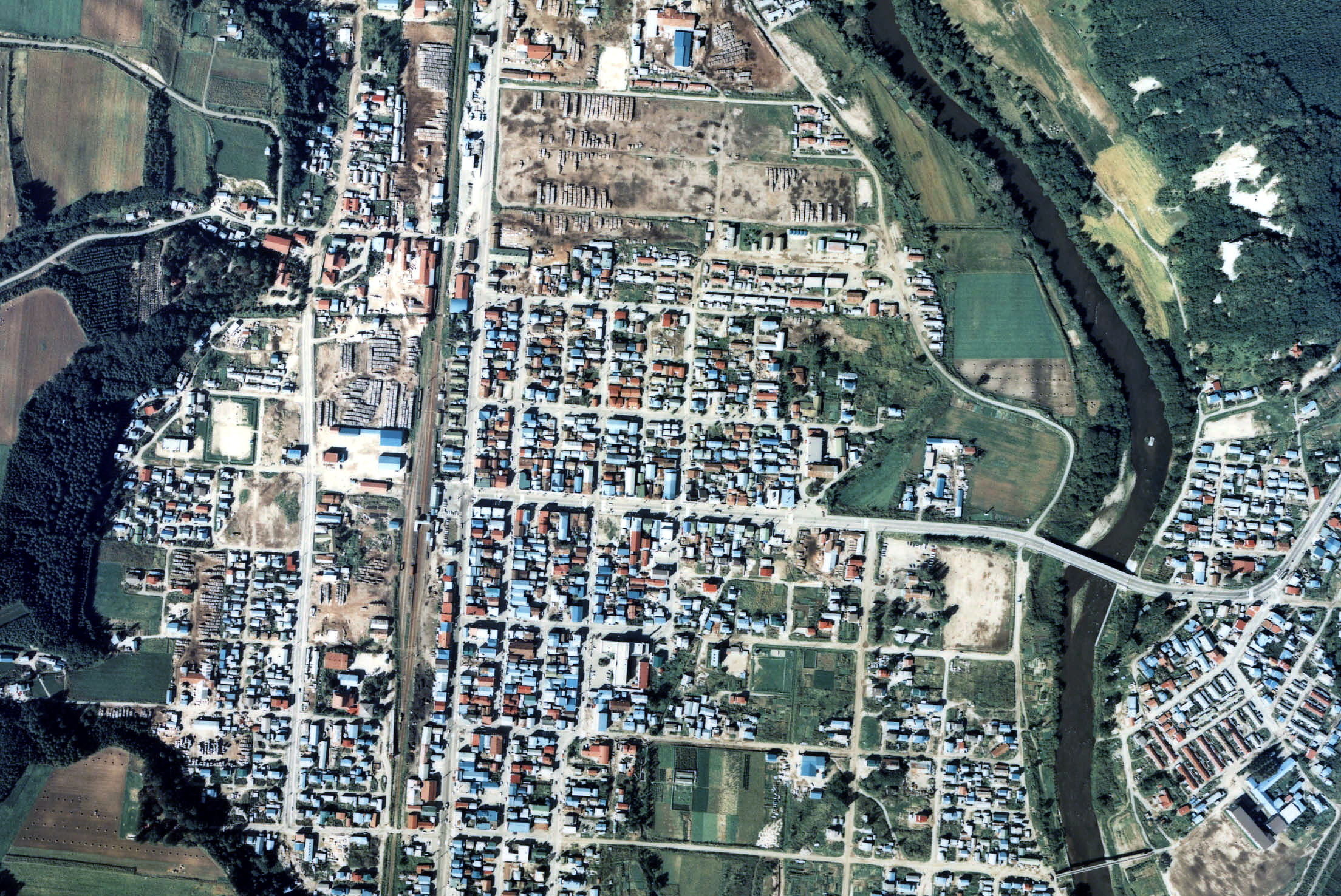
1977年國鐵池北線時代的足寄站與方圓1.5公里×1公里範圍。上方為北見方向。當時設有2面2線的千鳥相對式月台。車站大樓旁近靠近池田一方設有貨物月台和引込線。車站後方設有副本線和2條留置線。在留置線設有路線分支，連接車站北邊的數個木廠。車站正面北邊設有由足寄營林署管轄的堆場，曾經在北邊平交道處設有專用線連接堆場中央。從1977年的圖片中，從道路和泥土顏色改變而作出推測。
在堆場中，曾經在大正12年至昭和35年之間，設有足寄森林鐵道。利別川的支流足寄川上流與另一支流稻牛川上流等地方會運送木材至此處。從河流中央可看見鐵橋的橋腳。
另外除了木材，在昭和27年至昭和37年之間，於雌阿寒岳山頂附近設有硫黃礦山，開採的礦石會使用索道運送至茂足寄冶煉廠，然後使用貨車運道製成品至此站。

足寄站（日语：／ Ashoro eki */?）是位於北海道足寄郡足寄町北1條1丁目，北海道池北高原鐵道的故鄉銀河線車站（廢站）。隨著故鄉銀河線廢線，車站在2006年（平成18年）4月21日廢除。

## 歷史

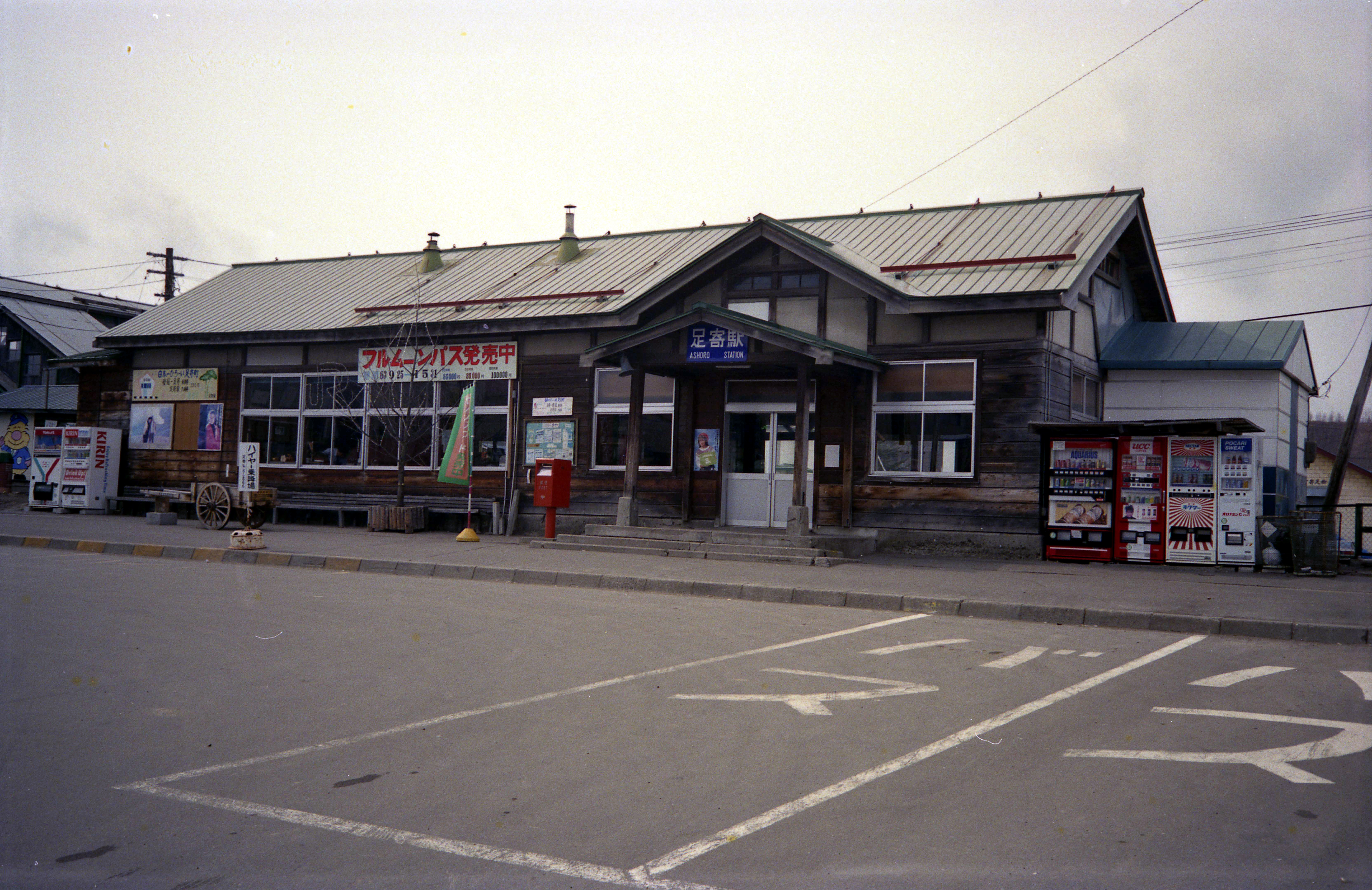
JR北海道時代的足寄站（1989年3月）

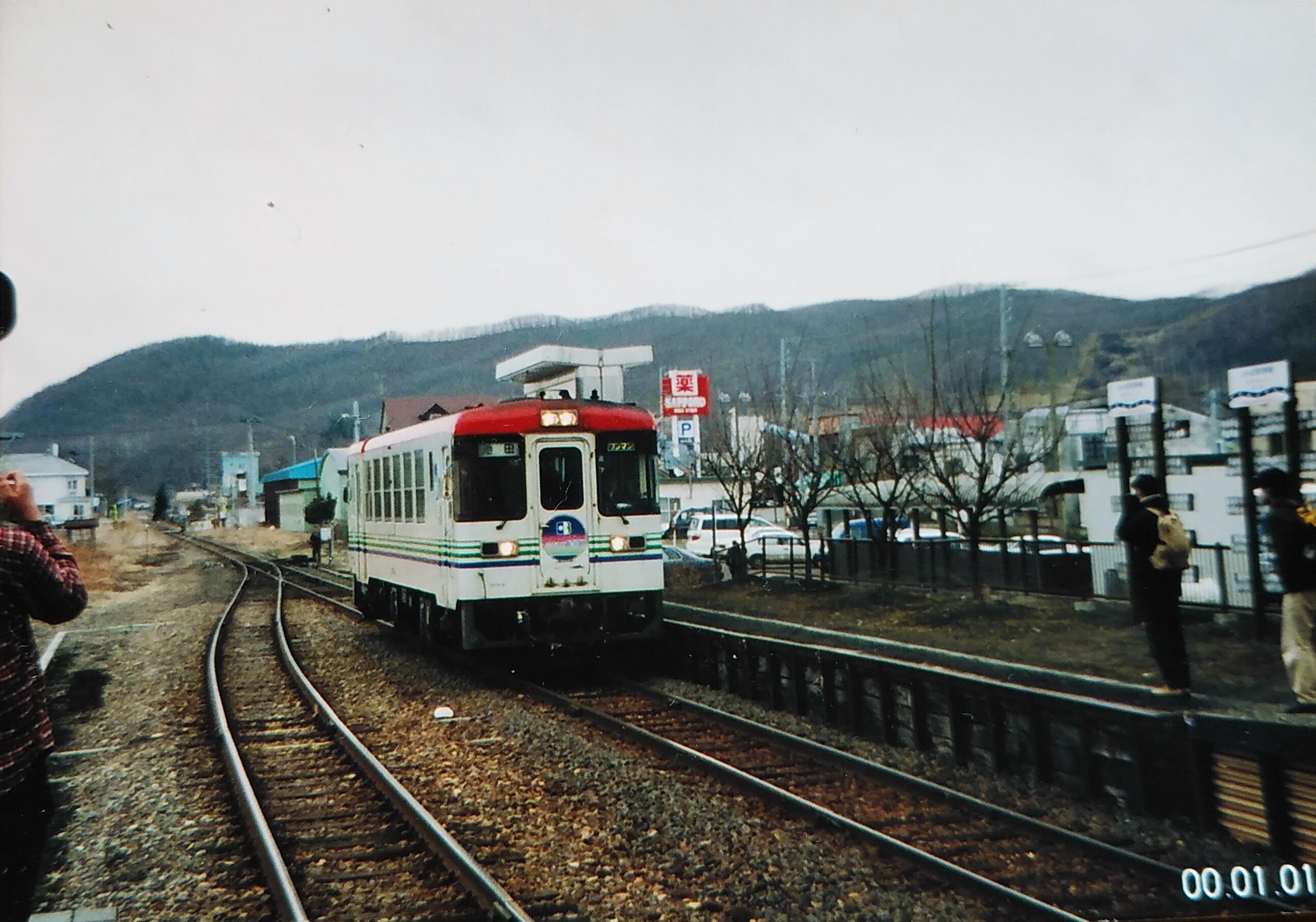
此站站內（2006年4月）

- 1910年（明治43年）9月22日 - 鐵道院網走線池田站至淕別站之間開通，此站啟用[6]。當時為一般車站。
- 1912年（大正元年）11月18日 - 池田至網走路線改名為網走本線[1]。
- 1939年（昭和14年）12月27日 - 翻新車站大樓。
- 1949年（昭和24年）6月1日 - 日本國有鐵道成立，成為日本國有鐵道車站。
- 1952年（昭和27年）10月14日 - 設置跨線橋。
- 1961年（昭和36年）4月1日 - 池田至北見之間改名為池北線，成為池北線車站[1]。
- 1982年（昭和57年）9月10日 - 結束處理貨物。
- 1984年（昭和59年）2月1日 - 結束處理行李。
- 1987年（昭和62年）4月1日 - 伴隨國鐵分割民營化，車站由北海道旅客鐵道（JR北海道）營運[7]。
- 1989年（平成元年）6月4日 - 北海道池北高原鐵道繼承池北線[1][8][9][10][11]。
- 1994年（平成6年）12月 - 新車站大樓與十勝巴士、北海道拓殖巴士（日语：北海道拓殖バス）足寄詢問處落成。[12]。
- 1995年（平成7年）4月1日 - 足寄銀河Hall21（日语：道の駅あしょろ銀河ホール21）開幕[12]。
- 2004年（平成16年）8月 - 足寄銀河Hall21登錄為道之驛[13]。
- 2005年（平成17年）10月1日 - 北海道拓殖巴士詢問處廢除。
- 2006年（平成18年）4月21日 - 故鄉銀河線全線廢除[2][14][5]，此站也廢除。

## 車站構造
截至車站廢除前，此站是地面車站，設有2面2線的相對式月台。
在車站廢除前，此站是職員配置站（在末期只有站長和助理共2人當值）。在末期，櫃臺只於平日早上7時50分至下午4時15分之間營業。廢除前1個月，星期六及假日也營業。站內可購買故鄉銀河線乘車票、回數票和定期票，北海道旅客鐵道（JR北海道）鐵路線的普通乘車票、特急票和指定席票。上述車票都是以補充票的方式發行。在末期只負責檢票業務。
車站大樓內設有十勝巴士詢問處和商店（拓殖巴士詢問處隨著取消路線而於2005年（平成17年）9月30日關閉）。
因此在2005年（平成17年）9月前，站內可購買池北高原鐵道、十勝巴士、拓殖巴士、道之驛票共4種票類。
在車站2樓設有一個由當地出身的松山千春而設的畫廊。站前會播放熱門歌曲「在蒼天和大地之間」，還有一座紀念碑，上面設有他親筆寫的歌詞和肖像。

### 月台
| 月台 | 路線       | 方向 | 目的地                         |
| ---- | ---------- | ---- | ------------------------------ |
| 1    | 故鄉銀河線 | 上行 | 本別、池田方向                 |
| 2    | 故鄉銀河線 | 下行 | 陸別、北見方向                 |
| 2    | 故鄉銀河線 | 上行 | 本別、池田方向（折返列車專用） |

## 站名的由來
車站名稱取自阿伊努語的「エショロ・ペツ」，其意思是「河水順流而下」。

## 車站周邊與現況
雖然鐵路線已經廢除，但是車站大樓在翻新時變成了一座綜合設施。因此大樓在廢站後變成道之驛足寄銀河Hall21會和十勝巴士足寄詢問處。十勝巴士詢問處遷移至足寄站事務室，再委托NPO法人足寄觀光協會發售車票，繼續硬式車票。
在車站大樓周邊的路軌撤走後，道之驛相關設施進行工程，包括停車場進行擴張。車站大樓內部分月台和路軌變成了紀念碑，餐廳和商店也進行擴張。
車站大樓正面南邊的巴士站處，設有一座模仿舊車站大樓的建築物（但是玄關左右掉轉。該處為多用途觀光交流設施，殘障人士就業支援設施「夢風廣場」等地方）。
車站位於足寄町的中心，設有許多商店。站前路口的名稱為「足寄站」。
- 國道241號（日语：国道241号）、國道242號（日语：国道242号）
- 道之驛足寄銀河Hall21（日语：道の駅あしょろ銀河ホール21）
- 足寄町公所
- 本別警署（日语：本別警察署）足寄交番
- 足寄郵局
- 足寄本通簡易郵局
- 帶廣信用金庫（日语：帯広信用金庫）足寄分店
- 北海道銀行足寄分店
- 足寄町農業協同組合（JA足寄）
- 里見丘公園
- 里美丘營地
- 足寄町立足寄小學
- 足寄町立足寄中學
- 北海道足寄高等學校（日语：北海道足寄高等学校）
- 足寄動物化石博物館（日语：足寄動物化石博物館）
- 足寄町郷土資料館
- 千春之家
- 「在蒼天和大地之間」之歌碑
- 十勝巴士（日语：十勝バス）「足寄」、網走觀光交通（日语：網走観光交通）「足寄道之驛」、足寄町社區巴士「足寄銀河Hall21」巴士站

## 足寄森林鐵道
- 1922年（大正11年） - 開始敷設足寄川上流幹線。
- 1923年（大正12年） - 設置10.47公頃的足寄儲木場。
- 1927年（昭和2年） - 敷設全長33.147公里的幹線。使用10公噸蒸氣機車。
- 1945年（昭和20年） - 當時的幹線全長37.700公里，敷設全長10.114公里的支線。
- 1949年（昭和24年）- 1954年（昭和29年） - 幹線支線共延長21.8公里。
- 1956年（昭和31年） - 改用柴油機場。當時設有B5噸加藤製2架，B7噸酒井製3架。
- 1960年（昭和35年） - 鐵路廢除。改用貨車運送。

另外截至昭和23年，設有以下機車。
10噸科佩爾製4架，10噸鐵道省製2架。

## 相鄰車站
北海道池北高原鐵道
故鄉銀河線
仙美里－足寄－愛冠

## 注腳
1. 1 2 3 4   田中和夫（監修）. . 上巻 国鉄・JR線. 北海道新聞社（編集）. 2002-07-15: 236–237頁. ISBN 978-4-89453-220-5. ISBN 4-89453-220-4 （日语）.
2. 1 2 3  北見現代史編集委員会（編集）. . 北見市: 981頁. 2007-01 （日语）.
3. 1 2  1948年撮影航空写真 USA-R263-14（日語）（國土地理院）
4. ↑  足寄町史
5. 1 2  “視点 旧銀河線足寄駅舎の周辺整備問題 情報公開、共有徹底を 議論の入り口で“初耳”連発 かみ合わぬ町、検討委”. 北海道新聞 (北海道新聞社). (2006年12月5日)
6. ↑  《官報》1910年09月17日 鉄道院告示第81号 （页面存档备份，存于）（國會圖書館）
7. ↑  太田幸夫.  1. 札幌市: 富士コンテム. 2004-02-29: 139. ISBN 4-89391-549-5 （日语）.
8. ↑  田中和夫（監修）. . 下巻 SL・青函連絡船他. 北海道新聞社（編集）. 2002-12-05: 222頁–223頁. ISBN 978-4-89453-237-3. ISBN 4-89453-237-9.
9. ↑  北見現代史編集委員会（編集）. . 北見市: 952頁,954頁. 2007-01 （日语）.
10. ↑  ふるさと銀河線10周年記念事業実行委員会（編集）. : 21–24頁、95頁. 1999-06-04 （日语）.
11. ↑  . 北海道新聞 (北海道新聞社). フォト北海道（道新写真データベース）. 1989-06-03  [2016-11-25]. （原始内容存档于2016年11月25日） （日语）.
12. 1 2  . 交通新聞 (交通新聞社). 1995-04-07: 3 （日语）.
13. ↑  “あしょろ銀河ホール21 町内2カ所目 道の駅に登録 道内市町村では初 ラワンブキ・ソフトクリーム新登場”. 北海道新聞 (北海道新聞社). (2004年8月14日)
14. ↑  . 北海道新聞 (北海道新聞社). フォト北海道（道新写真データベース）. 2006-04-21  [2016-11-25]. （原始内容存档于2016年11月25日） （日语）.
15. ↑  .   [2022-01-01]. （原始内容存档于2016-03-04）.
16. ↑  管內概要 帶廣營林局 昭和23年5月發行。